# Ermita de Nuestra Señora de la Muela
La ermita de la Virgen de la Muela (Restos de un monasterio visigótico y mozárabe de Beate Maria de las molis Santa María de las Molas: "cenizas"?) se encuentra entre Santa Cruz de Boedo y San Cristóbal de Boedo, en el límite de los términos de ambos pueblos pero dentro del término del último municipio. 
En su interior se conserva un arco ultrasemicircular, prerrománico, que podría datarse en el siglo X, pero hay frisos reutilizados con motivos visigóticos presentes en San Juan de Baños, en la misma provincia de Palencia, que pudiera hablar de su existencia desde el siglo VII. La Leyenda que se ha trasmitido por tradición oral del redescubrimiento de una imagen de la Virgen allí preexistente en algún momento de la repoblación, puede estar en relación con esta sucesión de etapas. También su más que probable ubicación junto a la calzada romana que iba de Pisoraca (Herrera de Pisuerga) a Carrión de los Condes (Lacóbriga)
Hay constancia documental del lugar desde principios del siglo XI, en una donación del lugar al monasterio de Oña. Probablemente se trata de un antiguo santuario precristiano o cristiano, tanto por su ubicación, junto a un manantial copioso, como por la toponimia, molas, en latín medieval, de "cenizas", al no encontrarse rastros documentales de "molinos", la otra posible acepción. 

## Fundación de la ermita
En la leyenda de la fundación de la ermita, un toro (animal totémico precristiano) desenterró la imagen de la Virgen con sus cuernos. Como tantas otras veces el mito funde tradiciones cristianas y paganas y llega difuso hasta nosotros. La cofradía de esta ermita tenía mucha devoción por la comarca de Boedo y la Ojeda, probablemente una demarcación antigua durante la repoblación de estas tierras entre los siglos IX y XI. A finales del siglo X y principios del siglo XI y hasta el siglo XIV por allí pasaba un ramal del Camino de Santiago, como han apuntado algunos historiadores, como Abásolo. Se trata de un ramal que procedía por las tierras altas de los páramos burgaleses y desde allí, por Herrera de Pisuerga se conducía hacia Carrión de los Condes, donde se conoce el viejo "camino de Herrera".
El monasterio y su granja permanecieron habitados hasta mediados del siglo XIV, regentados por monjes. Luego, permaneció el coto redondo que fue administrado por el concejo de San Cristóbal de Boedo, quien estaba obligado a pagar unas rentas en especie sobre la cosecha de granos al monasterio de Santa María de Mave, antiguo priorato del de Oña. 
Tras sucesivas restauraciones, que incluyen un pequeño artesonado del siglo XIV sobre el altar, el edificio ha sufrido muchas transformaciones, una última restauración "sui géneris con ladrillo cara vista en 1980. 
El segundo domingo de agosto se celebra una romería a la que acuden personas de los pueblos comarcanos.